# Klimakrise

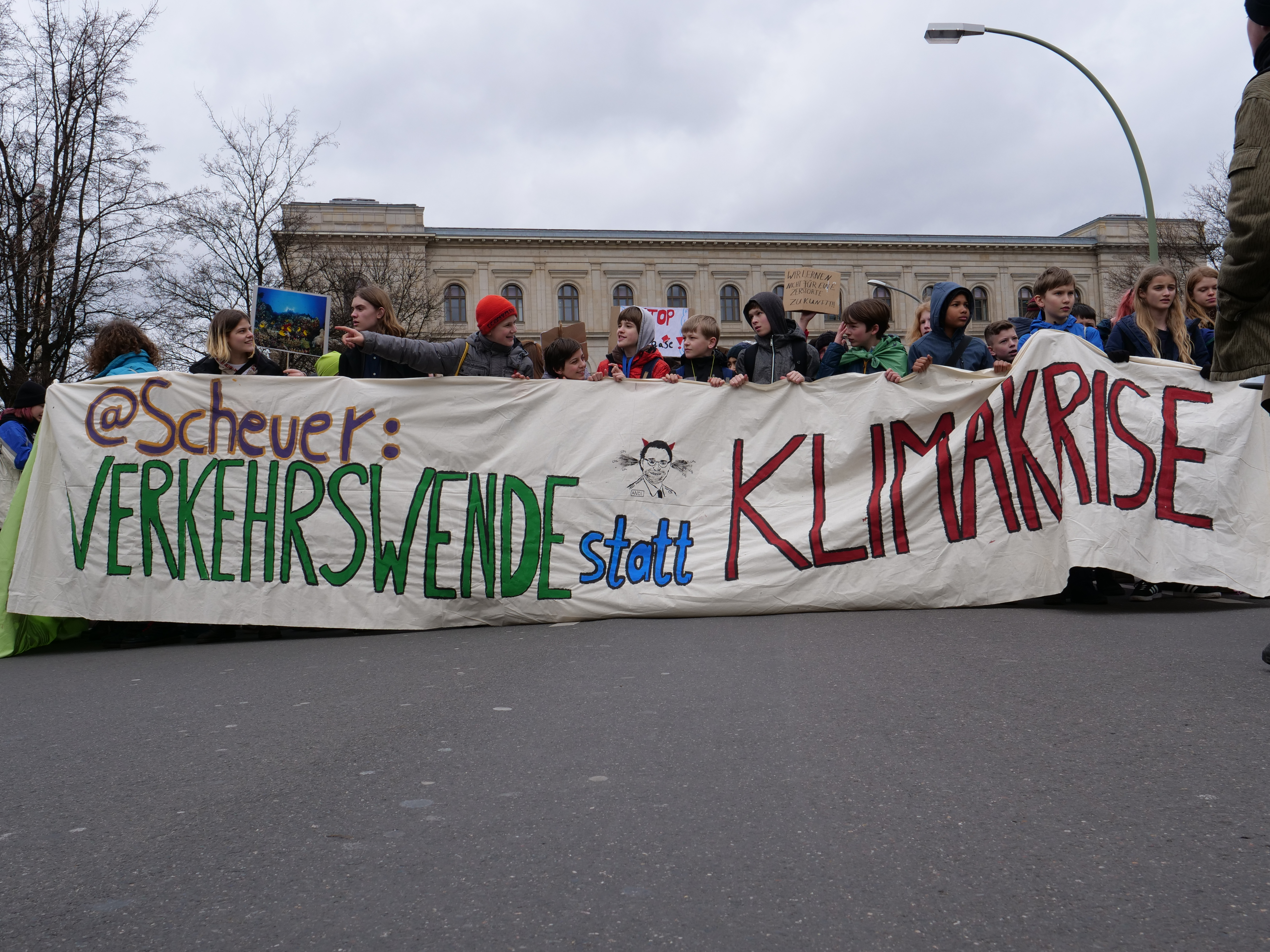
Demonstranten von Fridays for Future mit einem Banner mit der Aufschrift „Verkehrswende statt Klimakrise“ (2019)

Die Klimakrise ist ein Begriff für die ökologische, politische und gesellschaftliche Krise im Zusammenhang mit der globalen Erwärmung. Er wird, ähnlich wie Klimakatastrophe, im öffentlichen Diskurs zunehmend anstelle von harmloser klingenden Begriffen wie Klimawandel gebraucht, um die Tragweite der globalen Erwärmung zu verdeutlichen. Teilweise wird er auch in der wissenschaftlichen Literatur genutzt.

## Wissenschaftlicher Hintergrund
Klimawissenschaftler gehen von einem CO2-Budget aus, bei dessen Überschreitung unkalkulierbare Folgen eintreten würden, die mit dem Begriff Treibhaus Erde beschrieben werden. Für das Leben auf der Erde könnten sich demnach bereits bei dem im Pariser Übereinkommen festgelegten Zwei-Grad-Ziel negative Auswirkungen ergeben. Bei einem im Jahr 2017 durchschnittlichen Ausstoß von ca. 40 Gigatonnen CO2-Äquivalent pro Jahr (GtCO2e/a) verbleiben der Menschheit ab diesem Jahr im Falle einer ausbleibenden Veränderung des Ausstoßes je nach angenommenem CO2-Budget noch etwa 20 bis 30 Jahre, bis dieses Budget ausgeschöpft ist; danach dürften wegen der nur sehr langfristigen Absorbierung von Treibhausgasen durch das Erdsystem über Jahrtausende keinerlei Treibhausgase mehr ausgestoßen werden. Um auch langfristig das Klimasystem für die menschliche Spezies in einem angemessenen Rahmen zu halten, ist somit ein rascher Verzicht auf neue Treibhausgase sowie eine Entfernung bereits vorhandener Treibhausgase durch negative Emissionen vonnöten. Erhebungen, etwa im Rahmen des Emissions Gap Reports 2018, zeigen hingegen, dass der Treibhausgasausstoß weltweit zuletzt nicht sank, sondern erneut anstieg, und die technischen Lösungen für negative Emissionen in großem Maßstab bislang wenig vielversprechend sind, sodass langfristig die Gefahr einer Klimakatastrophe besteht.
Ein im Jahr 2019 publiziertes Editorial in Science konstatiert, dass die wissenschaftlichen Aussagen klar seien: Die Klimakrise erfordere eine gesellschaftliche Transformation von einem Ausmaß und einer Geschwindigkeit, die historisch nur selten erreicht worden sei, die letzte solche Transformation sei durch die Weltwirtschaftskrise und den Zweiten Weltkrieg ausgelöst worden. Damals sei das Handeln durch eine wahrgenommene existenzielle Bedrohung und breite gesellschaftliche Unterstützung ausgelöst worden. Heute sei die Gesellschaft erneut von einer solchen Bedrohung betroffen, jedoch behinderten die wachsende Wohlstandsschere und eigennützige Interessen die nötigen Veränderungen. Die Lösung der Klimakrise erfordert daher ein starkes Engagement für Fairness und Gerechtigkeit, für indigene Völker und zukünftige Generationen sowie für einen globalen Wandel. Die Gesellschaft könne nur dann die Klimakrise lösen und einen katastrophalen Klimawandel vermeiden, wenn sie über alle Gräben hinweg zusammenarbeite und sie die Klimakrise zur obersten Priorität mache. Gleichzeitig könne sie so das 21. Jahrhundert gerechter und nachhaltiger gestalten. Höchste Priorität müsse dabei das Stoppen von Treibhausgasemissionen als Ursache des Klimawandels haben, gleichzeitig müsste mehr Wert auf Synergien zwischen Klimaschutz und Anpassung an die globale Erwärmung gelegt werden.

## Begriffsverwendung
Die Verwendung des Begriffes „Klimakrise“ folgt der Vorstellung, dass andere Begriffe wie „Klimawandel“ die Situation verharmlosen. Nathaniel Rich beschreibt in seinem Bestseller Losing Earth, wie der Begriff „Klimawandel“ zu diesem Zweck bewusst in Umlauf gebracht wurde. Der US-Politikberater Frank Luntz hatte die Republikaner 2002 strategisch beraten, wie man die fast verlorene Umweltdebatte im Sinne der eigenen Interessen lenken könne. So sagt Rich:

„Am Anfang nannten wir es das ‚CO2-Problem‘ – das klingt nicht besonders furchterregend: Wir atmen CO2 in jeder Sekunde aus. Später hat ein Berater von George W. Bush das Wort ‚Klimawandel‘ in Umlauf gebracht: Weil ‚Wandel‘ weniger gefährlich klingt als ‚Erwärmung‘. Diese Worte sind wie Schutzhandschuhe für eine offene Wunde. Wir distanzieren uns damit von dem Problem.“

Der Umweltwissenschaftler Nils Meyer-Ohlendorf zeigt auf, dass der Begriff „Klimawandel“ einen natürlichen Prozess suggeriere und der Begriff „Wandel“ zudem für gewöhnlich einen langsamen und linearen Prozess bezeichne; demnach entpolitisiere der Begriff und sei ein „Sieg für alle, die nichts verändern wollen“. Er schlägt als Alternative den Begriff „Klimakrise“ vor:

„‚Klimakrise‘ oder ‚Überhitzung der Erde‘ sind präzisere Begriffe. Sie machen Ursache und Dringlichkeit des Problems deutlicher. In anderen Politikfeldern nehmen wir den Begriff ‚Krise‘ schnell in den Mund – Eurokrise oder Flüchtlingskrise –, vermeiden ihn aber, wenn wir über grundlegende Verwerfungen unseres planetarischen Systems sprechen. Das sagt viel über den politischen Stellenwert der verschiedenen Politikfelder.“

Auch in der wissenschaftlichen Literatur wird der Begriff teilweise als Synonym für den menschengemachten Klimawandel genutzt. So argumentieren z. B. Klinenberg et al. in einem 2020 publizierten Review-Artikel, dass sie in dieser Arbeit von „Klimakrise“ schreiben, „um eine Terminologie zu verwenden, die den Zustand der Dringlichkeit und der Gefahr, die eine aufgeheizte Welt mit sich bringt, besser widerspiegelt“.
Als Vorreiter bei der Veränderung der Sprache gilt die britischen Zeitung The Guardian, deren Entscheidung bewusst den Sprachgebrauch zu verändern als Teil eines als „Umweltverpflichtung“ („climate pledge“) bezeichneten Maßnahmenkataloges dargelegt wurde. Darin heißt es:

„Wir werden eine Sprache verwenden, die den Schweregrad der Krise erkennt, in der wir uns befinden. Im Mai 2019 aktualisierte der Guardian seinen Stilleitfaden, um Begriffe einzuführen, die die Umweltkrisen, mit denen die Welt konfrontiert ist, genauer zu beschreiben, indem ‚Klimanotstand, -krise oder -kollaps‘ [‚climate emergency, crisis or breakdown‘] und ‚globale Erhitzung‘ [‚global heating‘] statt ‚Klimawandel‘ [‚climate change‘] und ‚globale Erwärmung‘ [‚global warming‘] verwendet werden. Wir möchten sicherstellen, dass wir wissenschaftlich präzise sind und gleichzeitig klar mit den Lesern über die Dringlichkeit dieses Themas kommunizieren.“

Ein Klimanotstand ist hierbei eine Situation, in der dringende Maßnahmen zur Verringerung oder Aufhaltung des Klimawandels und Vermeidung möglicherweise unumkehrbarer Umweltschäden erforderlich sind. Das entsprechende englische Wort climate emergency wurde 2019 von den Oxford Dictionaries zum Wort des Jahres gekürt.

## Deutung des Klimawandels als Krise
Der Widerspruch zwischen der von der Klimaforschung beschriebenen Faktenlage, aus der sich ein Handlungsbedarf ableiten lässt, und der ausbleibenden Reaktion in weiten Teilen der globalen Gesellschaft, Politik und Wirtschaft sowie der Gefährdung der menschlichen Spezies werden zunehmend als Krisensituation beschrieben. Der ehemalige US-Vizepräsident und Nobelpreisträger Al Gore warnte 2006 in seinem gleichnamigen Buch zum Film Eine unbequeme Wahrheit eindringlich „vor der potenziell schlimmsten Katastrophe in der Geschichte der menschlichen Zivilisation: einer globalen Klimakrise, die sich verschärft und rasch gefährlicher wird als alles, was wir je erlebt haben“. James Lovelock, einer der Vertreter der Gaia-Hypothese, deutete in seinem Werk The Revenge of Gaia, dessen englischsprachiges Original in einigen Auflagen den Untertitel Earth’s Climate in Crisis and the Fate of Humanity trägt, die ökologischen Herausforderungen der Neuzeit als „größte Prüfung der Menschheit“.
Auch Klimawissenschaftler weisen explizit auf die Krisensituation hin. So zeigen die Klimatologen David Archer und Stefan Rahmstorf in ihrem Buch The Climate Crisis auf, dass trotz einer erdrückenden wissenschaftlichen Faktenlage zur globalen Erwärmung die Anstrengungen zur Eindämmung des Problems nicht im Ansatz ausreichend sind, um eine vielversprechende Lösung herbeizuführen. Dies belegt bereits ein Blick auf die Entwicklung der CO2-Emissionen, die bislang keinen erfolgreichen Klimaschutz erkennen lassen.
Mitunter ist in der politischen Diskussion auch von einem Versagen der Umweltschutzbewegung, beim Versuch, eine Lösung für die Eindämmung des menschgemachten Klimawandels herbeizuführen, die Rede. In ihrem Werk Die Entscheidung beschreibt die Globalisierungskritikerin Naomi Klein die Klimakrise als eine Wahl zwischen dem kapitalistischen Wirtschaftssystem und der Rettung des Klimas.
Klimaforscherinnen wie Bronwyn Hayward sprechen mittlerweile offen über die Frustration, nicht rechtzeitig das notwendige Gehör zu finden, und über die daraus resultierende psychische Belastung und Trauer im Angesicht der nahenden Katastrophe, aber auch über die verbleibende Hoffnung. Die deutsch-australische Klimawissenschaftlerin Katrin Meissner drückte es 2019 so aus: „Die Entwicklungen machen mich traurig und machen mir auch Angst. Zumindest ist der Klimawandel heute ein Thema, über das man spricht. Greta Thunberg und die Fridays-for-Future-Bewegung haben etwas erreicht, an dem wir Wissenschaftler jahrelang gescheitert sind, nämlich endlich eine öffentliche Diskussion und ein weitverbreitetes Bewusstsein für die Situation zu schaffen. […] Trotzdem ist es wirklich schwer, in meinem Job positiv zu bleiben. Die Prognosen sind klar, deutlich und verheerend.“
Eine Vielzahl an Studien und Wissenschaftler bewerteten die gegenwärtige Situation als Klimakrise oder Klimanotlage – darunter auch die Warnung der Wissenschaftler an die Menschheit. Oft wird dabei auf Belege hingewiesen, die zeigen oder andeuten, dass sich kritische Elemente des Erdsystems dem Kipppunkt nähern oder ihn bereits überschritten haben.
Auf die ausreichende wissenschaftliche Kenntnislage wies der Journalist Ross Gelbspan bereits 1997 hin und betonte:

„Bei der Klimakrise geht es längst nicht mehr um wissenschaftliche Fragen. Daß die künftige Steigerungsrate der Erwärmung noch nicht feststeht - oder die Auswirkungen in verschiedenen Regionen -, ist politisch und gesellschaftlich gesehen völlig unerheblich. Die Wissenschaft hat uns längst gesagt, was wir zum Handeln brauchen.“

## Kosten der Klimakrise
Forscher gehen davon aus, dass das weltweite Bruttosozialprodukt infolge der Erderhitzung um 37 Prozent sinken wird. Die Klimakrise verursache Kosten, die die Weltgemeinschaft tragen muss. Diese Kosten könnten einer neuen Studie nach bis zu sechsmal höher ausfallen, als bisher angenommen. Forscher von europäischen und US-amerikanischen Universitäten haben diese Untersuchung in der Zeitschrift Environmental Research Letters veröffentlicht. Aus der Berechnung gehe hervor, dass das weltweite Bruttoinlandsprodukt, also der Gesamtwert aller Waren, Güter und Dienstleistungen, innerhalb des 21. Jahrhunderts um 37 Prozent klimabedingt sinken werde. Der Prognosewert von 37 Prozent ist der Studie zufolge ein Mittelwert, der sich aus der Betrachtung unterschiedlicher Szenarien ergebe.
Länder mit niedrigem Einkommen geben fünfmal so viel für Schulden aus wie für die Bewältigung der Auswirkungen des Klimawandels und die Verringerung der Kohlenstoffemissionen, so, lt. The Guardian, die Hilfsorganisation Jubilee Debt Campaign zur Bekämpfung der Armut. Deren Zahlen zeigten, dass 34 der ärmsten Länder der Welt jährlich 29,4 Milliarden Dollar (21,4 Milliarden Pfund) für Schuldentilgung ausgäben, verglichen mit 5,4 Milliarden Dollar (3,9 Milliarden Pfund) für Maßnahmen zur Verringerung der Auswirkungen des Klimawandels.